# آندژی ماستالش
آندژی ماستالِـش (لهستانی: Andrzej Mastalerz؛ زادهٔ ۲۷ اکتبر ۱۹۶۴) بازیگر، صداپیشه و کارگردان اهل لهستان است.
از فیلم‌ها یا مجموعه‌های تلویزیونی که وی در آن‌ها نقش داشته است، می‌توان به یوب، آخرین سلول خاکستری مغز، خرده‌دهقانان، خبرچینان، صفر، ما همه مسیح هستیم، سرهنگ کفیاتکوفسکی، تاج پادشاهان، برادران کارامازوف، زندگی برای زندگی: ماکسیمیلیان کلبه، مکمل، ده فرمان (قسمت پنجم)، فیلمی کوتاه درباره کشتن، اروپا اروپا، خانواده جایگزین، در خوشی و سختی، عروسی، کارآگاهان جنایی، بازیافت، ماگدا ام.، لندنی‌ها، پدر متیو، در تاریکی، نشانه‌ها، جستجوی سراسری،  قانون حقیقی، عواقب و خانه کشیش اشاره نمود.